# ねりねりねりま
ねりねりねりまは、東京都練馬区のご当地ソング。2011年にCDがリリースされた。

## 概要
練馬区を対象エリアとするケーブルテレビ局J:COM 東京の番組『Hometownねりま・にいざ・わこう』で使用されていた。番組終了後、視聴者からの要望により、2011年11月4日にプロモーションビデオのDVDを同梱したCDがリリースされた。歌っているのは該当番組のキャスターおよびリポーターを務めていた菊田かなえである。菊田はプロモーションビデオにも出演している。
練馬区報の『練馬がいちばん』や、角川書店が2013年に発行した『練馬駅Walker』にそれぞれ地元の歌として掲載、紹介されている。
楽曲情報
- 作詞：ナカザワフミア
- 作曲・編曲：イイジマケン／ピエール